# Penelope ortoni
Penelope ortoni là một loài chim trong họ Cracidae.